# Большаков, Григорий Львович
Григо́рий Льво́вич Большако́в (род. 11 марта 1945) — актёр театра кукол. Народный артист Российской Федерации (2007).

## Биография
Григорий Львович Большаков родился 11 марта 1945 годаШаблон:В СССР.
Окончил театроведческий факультет ГИТИС; педагог: Хайченко, Григорий Аркадьевич.
Получил дополнительное образование, окончив музыкальное училище (вокал).
Григорий Львович — артист Центрального театра кукол имени С. В. Образцова (Москва).
- Работал с режиссёрами:
  - О. Н. Ефремов,
  - С. В. Образцов.
- Владеет куклами:
  - перчаточные куклы,
  - тростевые куклы,
  - марионетки,
  - теневые куклы.

## Личная жизнь
Живёт в Москве.

## Награды
- 1973 год — дипломант смотра-конкурса молодых исполнителей г. Москвы.
- 1999 год — заслуженный артист Российской Федерации[1].
- 2007 год — народный артист Российской Федерации[2].

## Интересные факты
Григорий Львович выступал в Израиле, Испании, Китае, Швейцарии и Японии.